# Gramsbergen
Gramsbergen est un village dans la commune néerlandaise de Hardenberg, dans la province d'Overijssel. Le 1er janvier 2005, le village comptait 2 998 habitants.
Gramsbergen a été une commune indépendante jusqu'au 1er janvier 2001, date à laquelle elle a été intégrée à la commune de Hardenberg.